# Mohamed El-Gabas
Mohamed 'Dodo' El-Gabas (Arabisch: محمد 'دودي' الجباس) (Port Said, 21 juli 1987) is een Egyptische voetballer die bij voorkeur als aanvaller speelt. Hij verruilde in 2014 AC Arles-Avignon voor Wadi Degla. In 2009 debuteerde hij in het Egyptisch voetbalelftal.
El-Gabas kreeg zijn opleiding bij Al-Masry. Op achttienjarige leeftijd kreeg hij de kans om in Europa te spelen bij Newcastle United FC. Een doorbrak kwam er niet en na twee seizoenen keerde hij terug naar zijn thuisland. Met negen goals in 24 wedstrijden voor Al-Masry trok hij de aandacht van Lierse SK. El-Gabas tekende een contract bij deze club voor twee seizoenen.

## Statistieken
| Seizoen | Club             | Competitie          | Wedst | Goals |
| ------- | ---------------- | ------------------- | ----- | ----- |
| 2008/09 | Al-Masry         | Premier League      | 24    | 9     |
| 2009/10 | K Lierse SK      | Exqi League         | 7     | 1     |
| 2010/11 | K Lierse SK      | Jupiler Pro League  | 26    | 4     |
| 2011/12 | K Lierse SK      | Jupiler Pro League  | 30    | 6     |
| 2012/13 | K Lierse SK      | Jupiler Pro League  | 15    | 3     |
| 2013/14 | Swindon Town FC  | Football League One | 10    | 0     |
| 2014    | AC Arles-Avignon | Ligue 2             | 11    | 1     |
| 2014/15 | Wadi Degla       | Premier League      | 34    | 12    |
| 2015/16 | Wadi Degla       | Premier League      | 20    | 3     |
| 2016/17 | K Lierse SK      | Eerste klasse B     | 36    | 5     |
| 2017/18 | K Lierse SK      | Eerste klasse B     | 1     | 0     |
| Totaal  | Totaal           | Totaal              | 214   | 44    |